# Nazionale femminile di pallavolo delle Tonga
La nazionale di pallavolo femminile delle Tonga è una squadra asiatica ed oceaniana composta dalle migliori giocatrici di pallavolo delle Tonga ed è posta sotto l'egida della Federazione pallavolistica delle Tonga.

## Risultati
La nazionale di pallavolo femminile di Tonga non ha mai partecipato ad alcuna competizione.